# Tournoi de tennis d'Umag

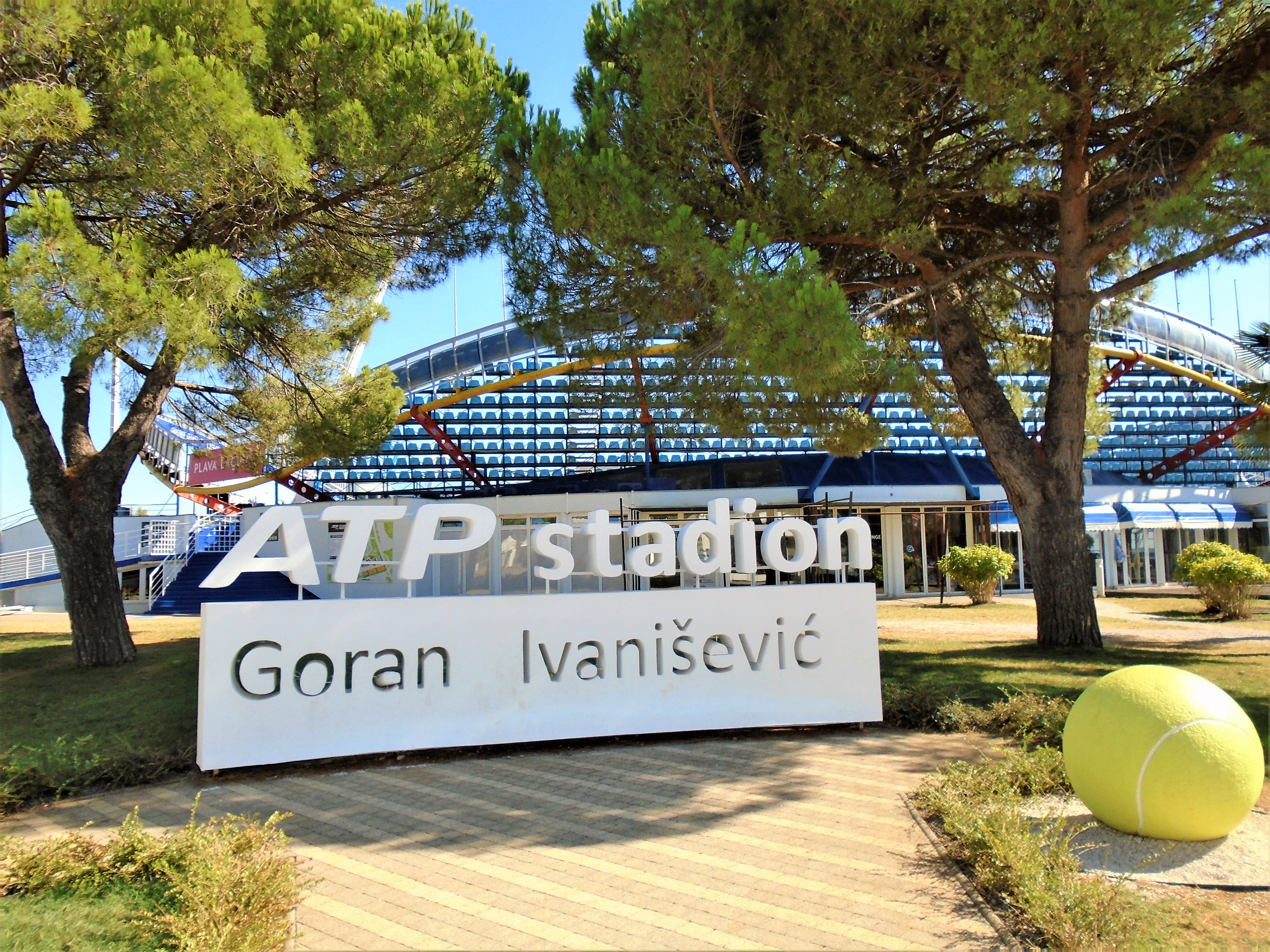
Le stade 'Goran Ivanišević' qui accueille le Tournoi de tennis d'Umag.

Le tournoi d'Umag est un tournoi de tennis du circuit ATP classé ATP 250 se disputant à Umag en Croatie sur terre battue en juillet. La première édition remonte à 1990.

## Palmarès

### Simple
| No | Date       | Nom et lieu du tournoi          | Catégorie    | Dotation  | Surface      | Vainqueur           | Finaliste           | Score          |         |
| -- | ---------- | ------------------------------- | ------------ | --------- | ------------ | ------------------- | ------------------- | -------------- | ------- |
| 1  | 14-05-1990 | Yugoslav Open, Umag             | World Series | 147 500 $ | Terre (ext.) | Goran Prpić         | Goran Ivanišević    | 6-3, 4-6, 6-4  |         |
| 2  | 13-05-1991 | Yugoslav Open, Umag             | World Series | 215 000 $ | Terre (ext.) | Dimitri Poliakov    | Javier Sánchez      | 6-4, 6-4       |         |
| 3  | 24-08-1992 | Croatia Open, Umag              | World Series | 235 000 $ | Terre (ext.) | Thomas Muster       | Franco Davín        | 6-1, 4-6, 6-4  |         |
| 4  | 23-08-1993 | Croatia Open, Umag              | World Series | 275 000 $ | Terre (ext.) | Thomas Muster       | Alberto Berasategui | 7-5, 3-6, 6-3  |         |
| 5  | 22-08-1994 | Croatia Open, Umag              | World Series | 375 000 $ | Terre (ext.) | Alberto Berasategui | Karol Kučera        | 6-2, 6-4       |         |
| 6  | 21-08-1995 | Croatia Open, Umag              | World Series | 375 000 $ | Terre (ext.) | Thomas Muster       | Carlos Costa        | 3-6, 7-6, 6-4  |         |
| 7  | 12-08-1996 | Croatia Open, Umag              | World Series | 375 000 $ | Terre (ext.) | Carlos Moyà         | Félix Mantilla      | 6-0, 7-64      |         |
| 8  | 21-07-1997 | Croatia Open, Umag              | World Series | 375 000 $ | Terre (ext.) | Félix Mantilla      | Sergi Bruguera      | 6-3, 7-6       |         |
| 9  | 27-07-1998 | Croatia Open, Umag              | Int' Series  | 375 000 $ | Terre (ext.) | Bohdan Ulihrach     | Magnus Norman       | 6-3, 7-6       |         |
| 10 | 26-07-1999 | Croatia Open, Umag              | Int' Series  | 375 000 $ | Terre (ext.) | Magnus Norman       | Jeff Tarango        | 6-2, 6-4       |         |
| 11 | 17-07-2000 | Croatia Open, Umag              | Int' Series  | 375 000 $ | Terre (ext.) | Marcelo Ríos        | Mariano Puerta      | 7-61, 4-6, 6-3 | Tableau |
| 12 | 16-07-2001 | Croatia Open, Umag              | Int' Series  | 375 000 $ | Terre (ext.) | Carlos Moyà         | Jérôme Golmard      | 6-4, 3-6, 7-62 | Tableau |
| 13 | 15-07-2002 | Croatia Open, Umag              | Int' Series  | 356 000 $ | Terre (ext.) | Carlos Moyà         | David Ferrer        | 6-3, 6-2       | Tableau |
| 14 | 21-07-2003 | Croatia Open, Umag              | Int' Series  | 375 000 $ | Terre (ext.) | Carlos Moyà         | Filippo Volandri    | 6-4, 3-6, 7-5  | Tableau |
| 15 | 19-07-2004 | Croatia Open, Umag              | Int' Series  | 375 000 $ | Terre (ext.) | Guillermo Cañas     | Filippo Volandri    | 7-5, 6-3       | Tableau |
| 16 | 25-07-2005 | Croatia Open, Umag              | Int' Series  | 375 000 $ | Terre (ext.) | Guillermo Coria     | Carlos Moyà         | 6-2, 4-6, 6-2  | Tableau |
| 17 | 24-07-2006 | Studena Croatia Open, Umag      | Int' Series  | 375 000 $ | Terre (ext.) | Stanislas Wawrinka  | Novak Djokovic      | 6-6, ab.       | Tableau |
| 18 | 23-07-2007 | Studena Croatia Open, Umag      | Int' Series  | 391 000 $ | Terre (ext.) | Carlos Moyà         | Andrei Pavel        | 6-4, 6-2       | Tableau |
| 19 | 14-07-2008 | Studena Croatia Open, Umag      | Int' Series  | 305 000 € | Terre (ext.) | Fernando Verdasco   | Igor Andreev        | 3-6, 6-4, 7-64 | Tableau |
| 20 | 27-07-2009 | Studena Croatia Open, Umag      | ATP 250      | 398 250 € | Terre (ext.) | Nikolay Davydenko   | Juan Carlos Ferrero | 6-3, 6-0       | Tableau |
| 21 | 26-07-2010 | Studena Croatia Open, Umag      | ATP 250      | 398 250 € | Terre (ext.) | Juan Carlos Ferrero | Potito Starace      | 6-4, 6-4       | Tableau |
| 22 | 25-07-2011 | Studena Croatia Open, Umag      | ATP 250      | 398 250 € | Terre (ext.) | Alexandr Dolgopolov | Marin Čilić         | 6-4, 3-6, 6-3  | Tableau |
| 23 | 09-07-2012 | Vegeta Croatia Open, Umag       | ATP 250      | 358 425 € | Terre (ext.) | Marin Čilić         | Marcel Granollers   | 6-4, 6-2       | Tableau |
| 24 | 22-07-2013 | Vegeta Croatia Open, Umag       | ATP 250      | 410 200 € | Terre (ext.) | Tommy Robredo       | Fabio Fognini       | 6-0, 6-3       | Tableau |
| 25 | 21-07-2014 | Vegeta Croatia Open, Umag       | ATP 250      | 426 605 € | Terre (ext.) | Pablo Cuevas        | Tommy Robredo       | 6-3, 6-4       | Tableau |
| 26 | 20-07-2015 | Konzum Croatia Open Umag, Umag  | ATP 250      | 439 405 € | Terre (ext.) | Dominic Thiem       | João Sousa          | 6-4, 6-1       | Tableau |
| 27 | 18-07-2016 | Konzum Croatia Open Umag, Umag  | ATP 250      | 463 520 € | Terre (ext.) | Fabio Fognini       | Andrej Martin       | 6-4, 6-1       | Tableau |
| 28 | 17-07-2017 | Plava Laguna Croatia Open, Umag | ATP 250      | 482 060 € | Terre (ext.) | Andrey Rublev       | Paolo Lorenzi       | 6-4, 6-2       | Tableau |
| 29 | 16-07-2018 | Plava Laguna Croatia Open, Umag | ATP 250      | 501 345 € | Terre (ext.) | Marco Cecchinato    | Guido Pella         | 6-2, 7-64      | Tableau |
| 30 | 15-07-2019 | Plava Laguna Croatia Open, Umag | ATP 250      | 524 340 € | Terre (ext.) | Dušan Lajović       | Attila Balázs       | 7-5, 7-5       | Tableau |
| 31 | 19-07-2021 | Plava Laguna Croatia Open, Umag | ATP 250      | 419 470 € | Terre (ext.) | Carlos Alcaraz      | Richard Gasquet     | 6-2, 6-2       | Tableau |
| 32 | 25-07-2022 | Plava Laguna Croatia Open, Umag | ATP 250      | 534 555 € | Terre (ext.) | Jannik Sinner       | Carlos Alcaraz      | 65-7, 6-1, 6-1 | Tableau |
| 33 | 24-07-2023 | Plava Laguna Croatia Open, Umag | ATP 250      | 562 815 € | Terre (ext.) | Alexei Popyrin      | Stanislas Wawrinka  | 65-7, 6-3, 6-4 | Tableau |
| 34 | 22-07-2024 | Plava Laguna Croatia Open, Umag | ATP 250      | 579 320 € | Terre (ext.) | Francisco Cerúndolo | Lorenzo Musetti     | 2-6, 6-4, 7-65 | Tableau |

### Double
| No | Date       | Nom et lieu du tournoi          | Catégorie    | Dotation  | Surface      | Vainqueurs                                | Finalistes                            | Score              |         |
| -- | ---------- | ------------------------------- | ------------ | --------- | ------------ | ----------------------------------------- | ------------------------------------- | ------------------ | ------- |
| 1  | 14-05-1990 | Yugoslav Open, Umag             | World Series | 147 500 $ | Terre (ext.) | Vojtěch Flégl Daniel Vacek                | Andreï Cherkasov Andreï Olhovskiy     | 6-4, 6-4           |         |
| 2  | 13-05-1991 | Yugoslav Open, Umag             | World Series | 215 000 $ | Terre (ext.) | Gilad Bloom Javier Sánchez                | Richey Reneberg David Wheaton         | 7-6, 2-6, 6-1      |         |
| 3  | 24-08-1992 | Croatia Open, Umag              | World Series | 235 000 $ | Terre (ext.) | David Prinosil Richard Vogel              | Sander Groen Lars Koslowski           | 6-3, 6-7, 7-6      |         |
| 4  | 23-08-1993 | Croatia Open, Umag              | World Series | 275 000 $ | Terre (ext.) | Filip Dewulf Tom Vanhoudt                 | Jordi Arrese Francisco Roig           | 6-4, 7-5           |         |
| 5  | 22-08-1994 | Croatia Open, Umag              | World Series | 375 000 $ | Terre (ext.) | Diego Pérez Francisco Roig                | Karol Kučera Paul Wekesa              | 6-2, 6-4           |         |
| 6  | 21-08-1995 | Croatia Open, Umag              | World Series | 375 000 $ | Terre (ext.) | Luis Lobo Javier Sánchez                  | David Ekerot László Markovits         | 6-4, 6-0           |         |
| 7  | 12-08-1996 | Croatia Open, Umag              | World Series | 375 000 $ | Terre (ext.) | Pablo Albano Luis Lobo                    | Ģirts Dzelde Udo Plamberger           | 6-4, 6-1           |         |
| 8  | 21-07-1997 | Croatia Open, Umag              | World Series | 375 000 $ | Terre (ext.) | Dinu Pescariu Davide Sanguinetti          | Dominik Hrbatý Karol Kučera           | 7-6, 6-4           |         |
| 9  | 27-07-1998 | Croatia Open, Umag              | Int' Series  | 375 000 $ | Terre (ext.) | Neil Broad Piet Norval                    | Jiří Novák David Rikl                 | 6-1, 3-6, 6-3      |         |
| 10 | 26-07-1999 | Croatia Open, Umag              | Int' Series  | 375 000 $ | Terre (ext.) | Mariano Puerta Javier Sánchez             | Massimo Bertolini Cristian Brandi     | 3-6, 6-2, 6-3      |         |
| 11 | 17-07-2000 | Croatia Open, Umag              | Int' Series  | 375 000 $ | Terre (ext.) | Álex López Morón Albert Portas            | Ivan Ljubičić Lovro Zovko             | 6-1, 7-62          | Tableau |
| 12 | 16-07-2001 | Croatia Open, Umag              | Int' Series  | 375 000 $ | Terre (ext.) | Sergio Roitman Andrés Schneiter           | Ivan Ljubičić Lovro Zovko             | 6-2, 7-5           | Tableau |
| 13 | 15-07-2002 | Croatia Open, Umag              | Int' Series  | 356 000 $ | Terre (ext.) | František Čermák Julian Knowle            | Albert Portas Fernando Vicente        | 6-4, 6-4           | Tableau |
| 14 | 21-07-2003 | Croatia Open, Umag              | Int' Series  | 375 000 $ | Terre (ext.) | Álex López Morón Rafael Nadal             | Todd Perry Thomas Shimada             | 6-1, 6-3           | Tableau |
| 15 | 19-07-2004 | Croatia Open, Umag              | Int' Series  | 375 000 $ | Terre (ext.) | José Acasuso Flavio Saretta               | Jaroslav Levinský David Škoch         | 4-6, 6-2, 6-4      | Tableau |
| 16 | 25-07-2005 | Croatia Open, Umag              | Int' Series  | 375 000 $ | Terre (ext.) | Jiří Novák Petr Pála                      | Michal Mertiňák David Škoch           | 6-3, 6-3           | Tableau |
| 17 | 24-07-2006 | Studena Croatia Open, Umag      | Int' Series  | 375 000 $ | Terre (ext.) | Jaroslav Levinský David Škoch             | Guillermo García-López Albert Portas  | 6-4, 6-4           | Tableau |
| 18 | 23-07-2007 | Studena Croatia Open, Umag      | Int' Series  | 391 000 $ | Terre (ext.) | Lukáš Dlouhý Michal Mertiňák              | Jaroslav Levinský David Škoch         | 6-1, 6-1           | Tableau |
| 19 | 14-07-2008 | Studena Croatia Open, Umag      | Int' Series  | 305 000 € | Terre (ext.) | Michal Mertiňák Petr Pála                 | Carlos Berlocq Fabio Fognini          | 2-6, 6-3, [10-5]   | Tableau |
| 20 | 27-07-2009 | Studena Croatia Open, Umag      | ATP 250      | 398 250 € | Terre (ext.) | František Čermák Michal Mertiňák          | Johan Brunström Jean-Julien Rojer     | 6-4, 6-4           | Tableau |
| 21 | 26-07-2010 | Studena Croatia Open, Umag      | ATP 250      | 398 250 € | Terre (ext.) | Leoš Friedl Filip Polášek                 | František Čermák Michal Mertiňák      | 6-3, 7-67          | Tableau |
| 22 | 25-07-2011 | Studena Croatia Open, Umag      | ATP 250      | 398 250 € | Terre (ext.) | Simone Bolelli Fabio Fognini              | Marin Čilić Lovro Zovko               | 6-3, 5-7, [10-7]   | Tableau |
| 23 | 09-07-2012 | Vegeta Croatia Open, Umag       | ATP 250      | 358 425 € | Terre (ext.) | David Marrero Fernando Verdasco           | Marcel Granollers Marc López          | 6-3, 7-64          | Tableau |
| 24 | 22-07-2013 | Vegeta Croatia Open, Umag       | ATP 250      | 410 200 € | Terre (ext.) | Martin Kližan David Marrero               | Nicholas Monroe Simon Stadler         | 6-1, 5-7, [10-7]   | Tableau |
| 25 | 21-07-2014 | Vegeta Croatia Open, Umag       | ATP 250      | 426 605 € | Terre (ext.) | František Čermák Lukáš Rosol              | Dušan Lajović Franko Škugor           | 6-4, 7-65          | Tableau |
| 26 | 20-07-2015 | Konzum Croatia Open Umag, Umag  | ATP 250      | 439 405 € | Terre (ext.) | Máximo González André Sá                  | Mariusz Fyrstenberg Santiago González | 4-6, 6-3, [10-3]   | Tableau |
| 27 | 18-07-2016 | Konzum Croatia Open Umag, Umag  | ATP 250      | 463 520 € | Terre (ext.) | Martin Kližan David Marrero               | Nikola Mektić Antonio Šančić          | 6-4, 6-2           | Tableau |
| 28 | 17-07-2017 | Plava Laguna Croatia Open, Umag | ATP 250      | 482 060 € | Terre (ext.) | Guillermo Durán Andrés Molteni            | Marin Draganja Tomislav Draganja      | 6-3, 64-7, [10-6]  | Tableau |
| 29 | 16-07-2018 | Plava Laguna Croatia Open, Umag | ATP 250      | 501 345 € | Terre (ext.) | Robin Haase Matwé Middelkoop              | Roman Jebavý Jiří Veselý              | 6-4, 6-4           | Tableau |
| 30 | 15-07-2019 | Plava Laguna Croatia Open, Umag | ATP 250      | 524 340 € | Terre (ext.) | Robin Haase Philipp Oswald                | Oliver Marach Jürgen Melzer           | 7-5, 62-7, [14-12] | Tableau |
| 31 | 19-07-2021 | Plava Laguna Croatia Open, Umag | ATP 250      | 419 470 € | Terre (ext.) | Fernando Romboli David Vega Hernández     | Tomislav Brkić Nikola Čačić           | 6-3, 7-5           | Tableau |
| 32 | 19-07-2022 | Plava Laguna Croatia Open, Umag | ATP 250      | 534 555 € | Terre (ext.) | Simone Bolelli Fabio Fognini              | Lloyd Glasspool Harri Heliövaara      | 5-7, 7-66, [10-7]  | Tableau |
| 33 | 24-07-2023 | Plava Laguna Croatia Open, Umag | ATP 250      | 562 815 € | Terre (ext.) | Blaž Rola Nino Serdarušić                 | Simone Bolelli Andrea Vavassori       | 4-6, 7-62, [15-13] | Tableau |
| 34 | 22-07-2024 | Plava Laguna Croatia Open, Umag | ATP 250      | 579 320 € | Terre (ext.) | Guido Andreozzi Miguel Ángel Reyes-Varela | Manuel Guinard Grégoire Jacq          | 6-4, 6-2           | Tableau |